# Lusaghbyur (Lori)

Lusaghbyur (in armeno Լուսաղբյուր?), noto anche come Lusakhpyur  è un comune di 998 abitanti (2001) della Provincia di Lori in Armenia.
Durante l'appartenenza all'Unione Sovietica si chiamava Agbulakh.